# Solomon Marcus Schiller-Szinessy

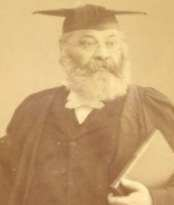
Schiller-Szinessy, 1888 in Cambridge

Solomon Marcus Schiller-Szinessy (geboren 23. Dezember 1820 in Óbuda, Kaisertum Österreich; gestorben 11. März 1890 in Cambridge, Großbritannien) war ein ungarisch-britischer Rabbiner und Gelehrter. Er war der erste jüdische Professor an der Universität Cambridge, wo er bis zu seinem Tod Talmud und Rabbinische Literatur lehrte.

## Leben und Wirken
Seinen Doktor in Philosophie und Mathematik erwarb er an der Universität Jena im Jahr 1845 und bekam im Anschluss daran gleich seine Ordination zum Rabbiner. Als Nächstes folgte er dem Ruf einer Assistenten-Professur der Lutherischen Universität in Eperies, Ungarn.
Während des großen Umbruchs von 1848 unterstützte er die Revolutionäre im Krieg zwischen Ungarn und Österreich, und er war derjenige, der den Befehl von General Torök ausführte, die Szegedin-Brücke zu sprengen. Mit diesem Streich wurde dem Vormarsch der österreichischen Armee Einhalt geboten. Verwundet kam er in Gefangenschaft, und in der Nacht vor seiner Hinrichtung gelang es ihm zu fliehen. Er floh nach Triest, um von dort mit dem Schiff nach Großbritannien überzusetzen und landete in Cork, von wo er nach Dublin weiterfuhr. Aufgrund einer Einladung der örtlichen jüdischen Gemeinde predigte er vor Ort. Danach setzte er seinen Weg nach London fort, um anschließend zum Rabbiner der Vereinigten Jüdischen Kultusgemeinde in Manchester gewählt zu werden.
Nachdem Schiller-Szinessy durch Empfehlung von Tobias Theodores das rabbinische Amt der neu reformierten Gemeinde angeboten worden war, akzeptierte er dieses und ließ sich nieder. In dieser Zeit traf er auch die in London geborene Georgiana Eleanor Herbert (1831–1901), die für ihn zum Judentum konvertierte und den Namen Sarah annahm.
Aus dieser Ehe gingen mehrere Kinder hervor: sein ältester Sohn Alfred Solomon Schiller-Szinessy (* 1863), der als Sprachgelehrter in seine Fußstapfen trat, Theresa Antonia (1864–1865), Eleanor Amalia (1867–1922), Henrietta Georgiana (1869–1939) und Sidney Herbert (1876–1964).
Vom Amt des Rabbiners in Manchester trat Schiller-Szinessy 1863 zurück und nahm einen Lehrstuhl in Cambridge an und übernahm gleichzeitig die Aufgabe, die Hebräischen Manuskripte in der Universitäts-Bibliothek von Cambridge zu untersuchen. Die Frucht dieser Arbeit war sein Werk „Die Kataloge der hebräischen Manuskripte“ (1876), welches bis heute in der Universitätsbibliothek Cambridge aufbewahrt wird.
1866 wurde er Dozent für Talmud und Rabbinische Literatur.
1878 Verleihung des Magister-Grads der Universität Cambridge, als Dank für seine Verdienste.
Unter den Beiträgen, die Schiller-Szinessy zur Literatur beisteuerte, ragen vor allem die Edition von David Kimhi's Kommentaren der Psalmen, Buch i., und „Massa ba' Arab“, Romanelli's Reisen in Marokko, Ende des 18. Jahrhunderts, heraus.
Beerdigt wurde Salomon Marcus Schiller-Szinessy in Ipswich, Suffolk, sein Grab existiert heute noch.

## Mitgliedschaften
Solomon Marcus Schiller-Szinessy war Mitglied der Deutschen Morgenländischen Gesellschaft.